# スパニッシュ・コネクション
スパニッシュ・コネクション(Spanish Connection)は、2000年に結成された日本の音楽ユニット。
構成メンバーは、ギターの伊藤芳輝（リーダー）、ヴァイオリンの平松加奈、タブラの吉見征樹の3名。
スペインのフラメンコ音楽を核にして、クラシック、ジャズ、民俗音楽などを取り入れた独自性を発揮している。
2006年10月、NHK総合テレビの土曜ドラマ「魂萌え!」の音楽を担当。
2009年10月、NHK総合テレビ「連続人形活劇 新・三銃士」の音楽を担当。
2021年7月2日、リーダーの伊藤が死去。

## アルバム
- スパニッシュ・コネクション （ビデオアーツ・ミュージック、2001年）
- カリエンテ ～ スパニッシュ・コネクションII （ビデオアーツ・ミュージック、2002年）
- トレス（ビクターエンタテインメント、2003年）
- 陽光の街（ひかりのまち）（ビクターエンタテインメント、2004年）
- 337TYO（ビクターエンタテインメント、2005年）
- アーリー・ワークス+ （ビクターエンタテインメント、2005年）
- NHK土曜ドラマサウンドトラック「魂萌え!」（ビクターエンタテインメント、2006年）
- スパコネ ～ Close to the Sun （ポリスター、2008年）
- NHK連続人形活劇「新・三銃士」オリジナル・サウンドトラック（ソニーミュージックディストリビューション、2009年）